# Johann Conrad Sckell

Johann Conrad Sckell

Johann Conrad Sckell (* 22. Juni 1768 in Wilhelmsthal; † 4. Dezember 1834 in Belvedere bei Weimar) war großherzoglich sächsischer Garteninspektor in Belvedere bei Weimar und Mitglied der Maler- und Gärtnerfamilie Sckell.

## Leben
Sckell war der Sohn von Johann Georg Sckell. Seine Lehrzeit als Gärtner verbrachte er in Gotha. Er erwies sich auch als sehr geschickt im Anfertigen von Zeichnungen und wurde Obergehilfe im Hanau-Lichtenbergschen Garten in Buchsweiler im Elsass. Dort arbeitete er bis zu dessen Zerstörung durch die Jakobiner 1793. Danach kehrte er nach Eisenach zurück. Mit ihm emigrierte die Familie des Obergärtners Saal. Durch seine Gartenpläne wurde Herzog Karl August von Weimar auf ihn aufmerksam. 1794 heiratete er Louise (geborene Saal, gestorben 1801).
Im Jahr 1796 trat Sckell die Nachfolge Johann Friedrich Reicherts als Garteninspektor in Belvedere bei Weimar an. Er widmete sich der Verschönerung der Gartenanlagen, die er auf herzoglichen Wunsch im englischen Stil gestaltete. 1803 heiratete Sckell zum zweiten Mal, seine Ehefrau war die älteste Tochter des Botenmeisters Heusinger. Im selben Jahr besuchte er die Niederlande. Während der französischen Invasion gelang es Sckell, die Orangerie vor der Zerstörung zu bewahren. Er sorgte für den Neubau mehrerer Gewächshäuser.
Sckell war Mitglied verschiedener landwirtschaftlicher Vereine und korrespondierendes Mitglied der Senckenbergischen Naturforschenden Gesellschaft in Frankfurt am Main. Er war Inhaber der silbernen Verdienstmedaille. Seine Söhne waren Friedrich Anton Louis Sckell (1796–1844) und Karl August Christian Sckell (1801–1874). Die Leitung des Belvedere-Gartens übernahm nach seinem Tod sein Bruder Johann Christian Sckell (1773–1857).
Um das Jahr 1815 pflanzte er auf Goethes Geheiß in Weimar einen Ginkgo hinter dem Fürstenhaus an, der sich dort noch immer befindet. Mit Goethe stand er in botanischen Fragen im engen Kontakt. Goethes Gedicht Gingo biloba aus dem gleichen Jahr steht damit wohl im Zusammenhang.